# Wintun

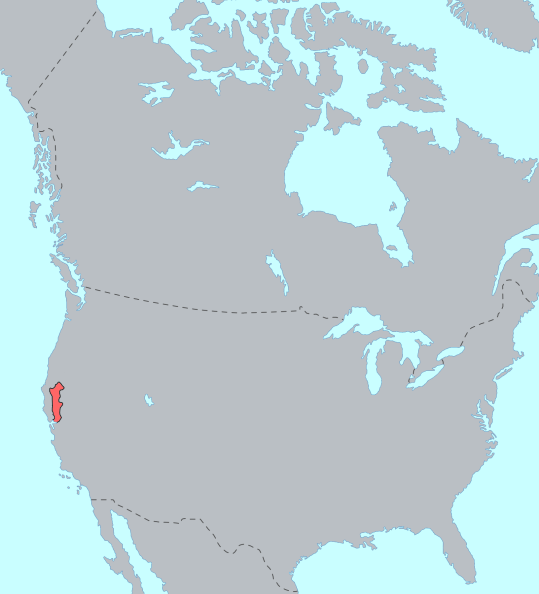
Distribución de los wintun antes de la llegada de los europeos.

Los wintun son una tribu india del grupo penutíe, o según John Wesley Powell de la familia copehan. Su nombre significaba “pueblo”. Se dividía en cuatro grupo lingüísticos:
- Wintun del Norte
- Nomlaki o Wintun central
- Wintun del Sur, dividido en:
- Wintun de las colinas
- Patwin, con los subgrupos numsu, suisun y korusi.

## Localización
Vivían en la vertiente oeste del valle del Sacramento (California), unas 250 millas de norte a sur, a cierta distancia de los montes circundantes. Actualmente ocupan cuatro rancherías californianas, Grindstone Creek (condado de Glenn), Cortina y Colusa (Condado de Colusa), Rumsey (Condado de Yalo) y la reserva de Round Valley.

## Demografía
Cuando llegaron los blancos se calcula que había unos 12.000 indios, pero en 1848 quedaban 8.000, y en 1910 sólo 710. En 1960 eran 512 indios. Y en 1980 habían aumentado a 1.000, de los cuales sólo 100 hablaban su lengua propia.
Según datos de la BIA de 1995, en la ranchería Grindstone vivían 171 individuos (150 en el rol tribal), en la reserva Round Valley 3.434 (3.013 en el rol tribal) con los yuki, en la ranchería Rumsey había 35, en la ranchería Colusa 71 (57 en el rol tribal), en la Pashkenta band viven 2.100, y en la ranchería Redding viven 6.918 (pero 210 en el rol tribal).
Según el censo de 2000, había 4.550 wintun, de ellos 611 nomlaki.

## Costumbres
La forma alargada de su territorio tenía una considerable diversidad cultural. Fueron más frecuentes los contactos con las tribus vecinas que con los grupos cerrados que habitaban el territorio wintun.
Los del Norte tenían una cestería con rasgos calcados de las tribus oregonianas. La cestería de los del centro imitaba la de los pomo, y la del sur mezclaba ambos estilos. 
El salmón se pescaba más en el Norte, pero la pesca se practicaba por todo el territorio. Todos eran recolectores, y también cazaban aves marinas. 
Los patwin vivían en casas cupuladas cubiertas de tierra, mientras que los de las colinas vivían en casas cónicas de corteza o en simples estructures techadas. Se desconoce la naturaleza de los refugios de los del norte.
No se conoce demasiado su organización política y social. Parece ser que tenían bandas autónomas. Los patwin eran conocidos por tener un caudillo casi absoluto. Todos practicaban la poligamia.
Los del sur influyeron en el desarrollo del culto kuksu, religión de sociedades secretas y ritos esotéricos que se va extendió entre los indios de California. El propósito del culto era dar fortaleza a los jóvenes varones iniciados, dar fertilidad a las cosechas y evitar las desgracias naturales. 
Cazaban con arco y flechas y practicaban danzas y cantos dulces y melodiosos. Fueron descritos como tímidos, amables, sensuales e industriosos. Su lengua tiene palabras bisílabas, restos de armonía vocal y plurales similares a las de los nenets y chucoto.

## Historia
Hacia 1500 ya fueron visitados por los españoles, pero éstos no les sometieron, aunque nominalmente, hasta 1769, cuando la expedición de Gaspar de Portolá conquistó toda California.
Cuando en 1821 se independizó México, pasaron a formar parte de este nuevo estado, aunque no habían tenido apenas contacto con los blancos. En 1830 sufrieron una epidemia de malaria que redujo su número, y en 1845, tras la Guerra con México y el Tratado de Guadalupe-Hidalgo, pasaron a formar parte de los Estados Unidos.
En 1850 se constituyó el Estado de California, y comenzaron a llegar mineros a su territorio, de manera que los indios fueron masacrados y reducidos a 600 individuos a comienzos de siglo.
En 1871 muchos se unieron temporalmente a la Ghost Dance de Wovoka. En 1902 murió Tupu cambe, último jefe de los wintu. En 1938 el proyecto de la presa Shasta anegó buena parte de sus tierras.